# Eurásia
A Eurásia é a massa que forma em conjunto a Europa e a Ásia. Composto pelos continentes europeu e asiático, separados pela cordilheira dos Montes Urais, localizado na Rússia, pelo Rio Ural, pelo Mar Negro e pelo Mar Cáspio. Alguns países como a Rússia e Turquia estão nos dois continentes.
Sua extensão territorial é de 53 990 582 km². Seus pontos continentais mais distantes são o Cabo da Roca (38° 46′ 51″ N, 9° 30′ 02″ O) e o extremo sudeste da Península da Malásia (1°33'15"N - 04º17'15"), numa distância de cerca de 11 950 km.

## História
A Eurásia tem sido o anfitrião de muitas civilizações antigas, incluindo aquelas baseadas na Mesopotâmia, no Vale do Indo e na China. Na Era Axial (meados do primeiro milênio a.C.), um cinturão contínuo de civilizações se estendia pela zona subtropical da Eurásia, do Atlântico ao Pacífico. Este cinturão tornou-se a corrente principal da história mundial por dois milênios. Novas conexões surgiram entre as sub-regiões da Eurásia a partir da Era dos Descobrimentos, com os ibéricos descobrindo novas rotas marítimas na década de 1490, e a conclusão do Canal de Suez em 1869 abrindo caminho para a passagem direta pelo Indo-Mediterrâneo e a onda do "Novo Imperialismo" da Europa Ocidental que dominou a África e a Ásia até meados do século 20. A presença comunista na Eurásia (impulsionada principalmente pela União Soviética) dominou grande parte do continente até o final da Guerra Fria em 1991.

## Geografia
Principalmente nos Hemisfério Norte e Hemisfério Oriental, a Eurásia se estende da Islândia e da Península Ibérica no oeste até o Extremo Oriente Russo, e do Extremo Norte Russo até o Sudeste Asiático Marítimo no sul, embora outros limites geográficos específicos da Eurásia estabeleçam que o limite sul está na linha de Weber de Max Carl Wilhelm Weber. A Eurásia é delimitada pela África a sudoeste, pelo Oceano Atlântico a oeste, pelo Oceano Ártico ao norte, pelo Oceano Pacífico a leste e pelo Indo-Mediterrâneo ao sul. A divisão entre Europa e Ásia como dois continentes é uma construção social histórica, já que nenhum se encaixa na definição usual; assim, em algumas partes do mundo, a Eurásia é reconhecida como o maior dos seis, cinco ou quatro continentes da Terra.
A Eurásia cobre aproximadamente 55 milhões de quilômetros quadrados, ou cerca de 36,2% da área terrestre total da Terra. O território contém mais de 5 bilhões de pessoas, o que equivale a aproximadamente 70% da população humana. Os humanos se estabeleceram pela primeira vez na Eurásia vindos da África há 125 000 anos.
A Eurásia contém muitas penínsulas, incluindo a Península Arábica, Península Coreana, Subcontinente indiano, Península da Anatólia, Península de Kamchatka, e Europa, que por si só contém penínsulas como a Península Italiana ou a Península Ibérica.
Devido ao seu vasto tamanho e diferenças de latitude, a Eurásia apresenta todos os tipos de climas sob a classificação climática de Köppen, incluindo os tipos mais severos de temperaturas quentes e frias, precipitação alta e baixa, e vários tipos de ecossistemas.
A Eurásia é considerada um supercontinente, parte do supercontinente da Afro-Eurásia ou simplesmente um continente por direito próprio. Na tectônica de placas, a Placa Eurasiática inclui a Europa e a maior parte da Ásia, mas não o subcontinente indiano, a Península Arábica ou a área do Extremo Oriente Russo a leste da Cordilheira Chersky.
Do ponto de vista da história e cultura, a Eurásia pode ser subdividida livremente em Eurásia Ocidental e Eurásia Oriental.

### Geologia
Predefinição:Further information Em geologia, a Eurásia é frequentemente considerada como um único megabloco rígido, mas isso é debatido. A Eurásia formou-se entre 375 e 325 milhões de anos atrás com a fusão da Sibéria, Cazaquistânia e Báltica, que se juntou à Laurentia (atual América do Norte), para formar a Euramárica.

### Rios
Esta é uma lista dos rios mais longos da Eurásia. Estão incluídos todos os rios com mais de 3 000 km (1 900 mi).
|    | Rio                              | Países                                           | Comprimento | Comprimento |
| km | Rio                              | Países                                           | mi          |             |
| -- | -------------------------------- | ------------------------------------------------ | ----------- | ----------- |
| 1  | Yangtzé (Cháng Jiāng 长江)       | China                                            | 6 300       | 3 915       |
| 2  | Rio Amarelo (Huáng Hé 黄河)      | China                                            | 5 464       | 3 395       |
| 3  | Mekong                           | China, Mianmar, Laos, Tailândia, Camboja, Vietnã | 4 909       | 3 050       |
| 4  | Lena (Лена)                      | Rússia                                           | 4 294       | 2 668       |
| 5  | Irtish (Иртыш)                   | Mongólia, China, Cazaquistão, Rússia             | 4 248       | 2 640       |
| 6  | Brahmaputra (ब्रह्मपुत्र)            | China, Índia, Bangladesh                         | 3 969       | 2 466       |
| 7  | Ob (Обь)                         | Rússia                                           | 3 700       | 2 299       |
| 8  | Volga (Во́лга)                    | Rússia                                           | 3 531       | 2 194       |
| 9  | Ienissei (Енисей)                | Mongólia, Rússia                                 | 3 487       | 2 167       |
| 10 | Indo (सिन्धु/Síndhu/سندھ/سند/سنڌوءَ) | China, Índia, Paquistão                          | 3 150       | 1 957       |

### Montanhas
Todas as 100 montanhas mais altas da Terra estão na Eurásia, nas cordilheiras do Himalaia, Karakoram, Hindu Kush, Pamir, Hengduan e Tian Shan, e todos os picos acima de 7 000 metros estão nestas cordilheiras e na Transhimalaia. Outras cordilheiras altas incluem as Kunlun, Hindu Raj e Montanhas do Cáucaso. O cinturão Alpino estende-se por 15 000 km através do sul da Eurásia, de Java no Sudeste Asiático Marítimo até a Península Ibérica na Europa Ocidental, incluindo as cordilheiras do Himalaia, Karakoram, Hindu Kush, Alborz, Cáucaso e Alpes. Cordilheiras longas fora do Cinturão Alpino incluem as Sibéria Oriental, Altai, Escandinavas, Qinling, Ghats Ocidentais, Vindhya, Byrranga e Cordilheira Anamita.

### Ilhas
As maiores ilhas eurasiáticas por área são Bornéu, Sumatra, Honshu, Grã-Bretanha, Sulawesi, Java, Luzon, Islândia, Mindanao, Irlanda, Hokkaido, Sacalina e Sri Lanka. As cinco ilhas mais populosas do mundo são Java, Honshu, Grã-Bretanha, Luzon e Sumatra. Outras ilhas eurasiáticas com grandes populações incluem Mindanao, Taiwan, Salsette, Bornéu, Sri Lanka, Sulawesi, Kyushu e Hainan. As ilhas mais densamente povoadas da Eurásia são a Ilha Caubian Gamay, Ap Lei Chau e Ilha Navotas. No Oceano Ártico, a Ilha Severny, Nordaustlandet, Ilha da Revolução de Outubro e Ilha Bolshevik são as maiores ilhas desabitadas da Eurásia, e a Ilha Kotelny, Terra de Alexandra e Spitsbergen são as menos densamente povoadas.

## Países que fazem parte do supercontinente (Eurásia)

### Da Europa (ordem alfabética)
- Albânia
- Alemanha
- Andorra
- Áustria
- Bielorrússia
- Bélgica
- Bósnia e Herzegovina
- Bulgária
- Chéquia
- Croácia
- Dinamarca
- Eslováquia
- Eslovénia
- Espanha
- Estónia
- Finlândia
- França
- Geórgia
- Grécia
- Hungria
- Irlanda
- Islândia
- Itália
- Letónia
- Listenstaine
- Lituânia
- Luxemburgo
- Macedónia do Norte
- Malta
- Moldávia
- Mônaco
- Montenegro
- Noruega
- Países Baixos
- Polónia
- Portugal
- Reino Unido
- Roménia
- San Marino
- Sérvia
- Suécia
- Suíça
- Ucrânia
- Vaticano

### Da Ásia
- Afeganistão
- Arábia Saudita
- Arménia
- Bangladexe
- Barém
- Brunei
- Butão
- Camboja
- Catar
- China
- Coreia do Norte
- Coreia do Sul
- Emirados Árabes Unidos
- Filipinas
- Iémen
- Índia
- Indonésia
- Irão
- Iraque
- Israel
- Japão
- Jordânia
- Kuwait
- Laos
- Líbano
- Maldivas
- Malásia
- Mongólia
- Mianmar
- Nepal
- Omã
- Paquistão
- Quirguistão
- Singapura
- Síria
- Seri Lanca
- Tajiquistão
- Tailândia
- Taiwan
- Timor-Leste
- Turquemenistão
- Uzbequistão
- Vietname

### Da ambos (através da fronteira entre Europa e Ásia)
- Azerbaijão
- Cazaquistão
- Chipre
- Rússia
- Turquia